# Láb
Láb (allemand : Laab ) est un village de Slovaquie situé dans la région de Bratislava.

## Histoire
Première mention écrite du village en 1206.

## Démographie

### Évolution de la population
| Année:               | 1994. | 2004.   | 2014.    | 2024.    |
| -------------------- | ----- | ------- | -------- | -------- |
| Nombre de personnes: | 1367  | 1387    | 1595     | 2207     |
| Différence:          |       | +1,46 % | +14,99 % | +38,36 % |

| Année:               | 2023. | 2024.   |
| -------------------- | ----- | ------- |
| Nombre de personnes: | 2172  | 2207    |
| Différence:          |       | +1,61 % |

## Politique
| Nom              | Parti politique      | date de l'élection | Fin du mandat |
| ---------------- | -------------------- | ------------------ | ------------- |
| Monika Valúchová | Candidat indépendant | 02.12.2006         | Déc. 2010     |